# 谷口浩
谷口 浩（たにぐち ひろし、1972年1月10日 - ）はフィジーの教育者、実業家。フィジー共和国 学校法人『Free Bird Institute』理事長、『フリーバード』代表、『South Pacific Free Bird株式会社』代表取締役社長。福井県小浜市出身。2014年フィジー国籍を取得、日本人からフィジー人に帰化した。

## 概要
南太平洋に浮かぶ島国フィジー共和国で現地の国立高校で理事長を務め、格安の語学留学・高校留学をサポートする会社を運営する。かつて底辺校と呼ばれた国立高校をラグビー全国大会で2連覇に導いた実績はフィジー版『スクール☆ウォーズ』としても知られる。著書『FREE BIRD 自由と孤独』を出版。

## 経歴
1972年（昭和47年）福井県小浜市生まれ。
高校卒業後、中国政府のスカラシップを活用し、上海の同済大学応用物理学部に進学。2年の時に建築学部に転部、4年の時に自主退学する。その後、香港の不動産会社、タイの建築会社にて勤務。
1997年（平成9年）アジア経済危機の影響で帰郷。父が経営する建設会社に入社するも、1年半で辞職。父親と大ゲンカして実家を飛び出し、家族と絶縁、同時に財産放棄の書類に判を押す。その後石川県金沢市にて、外国人研修生向けに日本語教育等を手がけ、国内企業への人材を提供することを主な事業とする協同組合を設立。4年間で売上高3億8000万円規模まで成長させたのち退任。
スピード違反で失った運転免許証を再取得することがきっかけで訪問したフィジーで、深刻化する少子化問題を目の当たりにする。フィジーの教育レベルと英語のみを公用語とすることに感銘を受け、公立学校の空き教室・空き校舎を政府から安くで借り受け、2004年（平成16年）3月、フィジー共和国での語学学校『FBI（Free Bird Institute）』の運営を始める。学校経営の柱とした『株式会社South Pacific Free Bird』を設立する。独自の経営手腕でFBIを世界で2番目に大きな語学学校に育て上げる。
その実績がフィジー政府に買われ、2009年（平成21年）より運営が立ちゆかなくなったフィジー共和国の国立高校（Ba Provincial Secondary）の再建に着手、理事長に就任。割れるガラスさえ入っていない窓枠だけ残った学校を自費で改修、井戸を掘ったり、ペンキを塗ったりする姿をフィジー人の教員や生徒に見せることで、学校改革に成功。かつて底辺校と呼ばれた国立高校をラグビー全国大会で2連覇に導いた実績はフィジー版『スクール☆ウォーズ』としても知られる。並行して、日本人高校生の受け入れも始める。19年間で受け入れた留学生はのべ22,000人を超える。
2013年（平成25年）12月には株式公開を済ませ、2017年（平成29年）2月末には南太平洋証券取引所に上場した。
2014年（平成26年）フィジー国籍取得、フィジー人に帰化する。
2018年（平成30年）初の著書『FREE BIRD 自由と孤独』（中央公論新社）を出版。語学学校設立からの苦労や国立高校での学校改革・フィジー版『スクール☆ウォーズ』だけでなく、学校設立からフィジー証券市場での株式上場（証券コード：FBL）までのドタバタ劇を中心とした講演を全国で行なっている。著書にも記されているが、現在ステージⅣの末期ガン患者でもあるが、その苦悩も感じさせないほどの力強いパーソナリティーの持ち主である。

## フィジー版『スクール☆ウォーズ』
四国とほぼ同じ面積におよそ89万人が暮らすフィジーは、1970年にイギリスから独立し、現在も英語が公用語。谷口は、首都に次ぐ第二の都市・ラウトカにある『バ・プロビンシャル・フリーバード』高校で理事長を務めている。イギリス統治時代に創立された由緒ある国立高校で、2019年・2020年にフィジーの国民的スポーツであるラグビーの全国大会で優勝を果たす強豪校となった。もともと谷口もラグビーは縁が深く、実父がラグビースクールの理事をやっていた関係で、幼少時代からラグビー経験をしていた。
谷口が来る以前は国立高校でありながら教科書もなく、資金不足で施設もろくに整備されていなかった。教師や生徒の士気は下がり生徒数も減少の一途をたどる中、2004年に日本人向けの英語学校を設立し成功を収めた谷口はフィジー政府から、その手腕を買われ、この高校の再建を託される。
学校を劇的に変えたアイデアが、「英語を学びたい日本人留学生を受け入れる」というもの。日本人の学生から授業料をもらい、代わりに現地の学生が英語を教え、世話をする。その結果生徒数は増加し、現在では全校生徒が700人、うち日本人留学生は約80人。一躍人気校となったのだった。

## 人物
- ひと昔前は留学生「ゼロ」だったフィジーに、大量の日本人を呼び込んだ仕掛け人。「今まで経済的理由で留学を諦めていた人たちに、機会を与えたい」と2004年に、フィジーへ語学学校を開校した。たまたま訪れたフィジーで、きれいな英語を話す人々や、豊かな自然に出会い、さらに少子化で学校も教師も余っていることに着目、この留学ビジネスを考案した。なんの人脈もないところから始めたこの事業だったが、現在、フィジーは『格安英会話の地』として注目を集めている[14]。学生寮は1泊300円、12ヵ月滞在しても10万円、授業料や入学金を足しても95万円で1年間語学留学することができ、アメリカ留学の3分の1の費用で留学することができる[15]。
- 講演会では、夢を持たない若者が多い現代、夢を与えるトークを志している。「人は夢を持てば人生を豊かにできる。夢を持て！持ってないなら持ってる人について行け！」[5]
- 父親が建設業を営む裕福な家庭に生まれる。しかし高校時代のある出来事がきっかけで父親に反発するようになり、親から離れて自立すべく奨学金が受けられる中国の大学に進学。その後、海外で仕事がしたいとタイに渡るも通貨危機が勃発。日々の食事代にも事欠くほど生活が困窮したため、父の会社に入ることを条件にチケット代をもらい帰国する。しぶしぶ入社した3年後、後継者問題が起こり親子の間には大きな亀裂が入った。「会社に入ることには同意したが、“継ぐ”ことには同意していない」という谷口は父と大ゲンカになり、「帰ってこない」と言い残して家を飛び出した。それからは、貯金をはたいて貿易会社を設立。そして仕事で必要な運転免許を再取得することになり、フィジーならば運転免許の取得がスムーズだと知って訪れたのがこの国との出合いだった。滞在するうちに地元の人の優しさに触れ、この地での起業を決意する[1]。
- 2015年、会社設立17年目で従業員200人、売上10億円の会社に成長させた矢先に末期ガンを宣告される。血液のがんと言われるリンパ腫で末期のステージ4。しかし自ら門外漢の医学論文を調べ、東京ではまだ誰も受けていない治療を医師に懇願、説得して行うことで病状は落ち着いた。末期ガン宣告の翌年、証券市場で上場、まだ抗ガン剤で髪の毛も生え揃わないなか、証券市場上場の鐘を打ち鳴らした。自動車学校の設立など、さらなる事業拡大をする。一時は予断を許さない状況が1年ほど続き、会社には全く出社できなかった。薬との相性が良く、症状が収まり、今もって再発していない[16]。
- 小学校のとき重度のアスペルガー症候群（当時は高知能障害）と診断された。こだわりに強く諦めない「決めた手順を守ることに強くこだわる」という特徴。取材では「家に帰るとまず、財布の中の硬貨を500円玉、100円玉……とテーブルの上にきれいに並べたり、体を洗うときに手足を六角柱に見立てて、3回ずつボディータオルで擦る。それぞれ、細かく順序が決まっていて、ひとつでも順序が狂えばやり直し。タオルで擦る回数が4回になったりしたら、もう一度最初から一連の動作をやり直す」と答えている[7]。
- 中学・高校はサッカー部に所属。高校では生徒会長に選ばれ、「体育祭を廃止」など様々な改革を提案する学生時代だった[5]。
- 2018年、父は他界。結局1997年に家を飛び出してから顔を合わせることはなかった。著書では「2006年東京オフィスに両親が突然訪問に来たが、『留学に興味がない人たちなんだから帰ってもらいなさい』と受付で追い返し、2006年慶応病院に入院時に見舞いに来たが『僕は元気でいるから帰ってくれ』と家族に伝え、追い返した。病院のドア越しから「ヒロシ、あんたは大丈夫だから、がんばなよ」と聞こえた。父の死を直面し、『ずっと戦い続けていた相手は父親かと思っていたが、そうでなかったことに気付いた』」と話している[17]。
- 趣味は釣り、バイクツーリング[18]
- 座右の銘は、発明家のニコラ・テスラの言葉で「天才とは、99%の努力を無にする、1%のひらめきのことである」[18]

## 書籍
- 『FREE BIRD 自由と孤独』（中央公論新社、2018年7月6日）　ISBN 978-4120050961

## 出演

### テレビ
- 『日経スペシャル 未来世紀ジパング〜沸騰現場の経済学〜』（テレビ東京） - 南太平洋の楽園で合宿"格安"英会話[14]
- 『グッと!地球便』（読売テレビ） - 密着特集[19]
- 『世界ナゼそこに?日本人 〜知られざる波瀾万丈伝〜』（テレビ東京） - 密着取材[20]
- 『ワイド!スクランブル』（テレビ朝日） - フィジーの現地コメンテーター

### ラジオ
- 『秋吉沙羅のGOOD NIGHT☆MONDAY』（エフエム西東京） ※番組HPにて放送音源 http://842fm/fuekoto/2019/11

### 新聞
- 日本経済新聞 - 「南太平洋で学ぶ生きる力」[21]
- 朝日新聞 - 「中退→家出→末期がん宣告　フィジーに活路～上場だ！」[22]